# سجرماس
سجرماس، أو هنشير الحارات ببوعشير من أهم المواقع الأثرية بولاية زغوان التونسية، نظرا لمساحته الشاسعة نسبيا التي تقدر بحوالي ثلاثين (30) هكتارا لاسيما وأنّ المعطيات التاريخية والأثرية تؤكد ثراء هذه المنطقة بالمخزون الأثري الذّي خلّفته الحضارات المتعاقبة عليها انطلاقا من القرطاجيينوالرومان وصولا إلى البيزنطيين. 

## أصل التسمية
يبدو أصل اسم سجرماس غريبا نوعا ما، وقد يرتبط بالكلمة البربرية ساجر التي قد تحمل معنى تل، ولكن هذه المعلومة غير مؤكدة.

## الموقع
يقع هنشير الحارات أو سجرماس Segermes على أرض سهلية في وسط فلاحيّ غنيّ على تخوم قرية بوعشير من معتمدية الزريبة، وعلى الطريق الرومانية القديمة بسوسة (حضرموت) وهي محاطة بعدد كبير من الجبال التي توفر لها الحماية البصرية والطبيعية.
تقع سجرماس في جنوب شرق مدينة زغوان (زيكا) ولا تبعدها سوى 20 كلم، وفي جنوب غرب مدينة نابل (نابليوس القديمة) وتبعدها بحوالي 38 كلم، كما أنه لا يفصلها عن مدينة قرطاج سوى 65 كلم. 

## محتويات واثار المدينة
تحتوي المدينة على مركز معماري هام وفريد من نوعه يمكن أن نميّـــز منها معبد غريب الشكل (كابتيليوم) شيّــد بقلب المدينة حول بطحاء فسيحة حول «الفوروم» بمركز الحياة العامة ويمثّــل هذا المعبد مقر الثالوث الديني المقدّس في الدين الرسمي المتكوّن من «يوبتر» و «يونو» و «مينرفة» بني بأمر من ديوكلتيانوس الإمبراطور الروماني (حكم في الفترة من 20 نوفمبر 284م حتى 1 ماي 305م) وهو ما يعكس فكرة عظمة الإله الأعلى عند الشعب الروماني ويبرز المكانة المرموقة التي تحظى بها زوجته وابنته لدى سكّان المناطق المحتلّة الذين كان عليهم أن يثبتوا مدى تعلّقهم بعاصمة الإمبراطورية. وعلى ساحة عمومية شاسعة تفتح عليها جلّ المؤسسات الدينية والخدماتية العامة وحمّامين (حمام شتوي وآخر صيفي) وعلى كنيستين ومقبرتين قديمتين، كما تتواجد في الموقع عدة خزانات مائية حجرية كبيرة وقنوات مائية وبئر مما يفيد العناية بالميدان الفلاحي.
تمت بعض الحفريات وسط هذه المدينة الأثرية في بداية القرن الحالي لكن لم تفش بعد بكل أسرارها، وتاريخها يبقى مجهولا. وقد أفـرزت قراءة ودراسة بعض النّقـائش بالمدينـة بعــض الاستنتاجـات مثــل الكشـف عــن أنّ هــذه المدينــــــة تحصلــــت على لقب بلديـة Municipe في فترة الاحتـلال الرومـــاني للبــلاد التونسيـة وهـــو لقـب يخوّل لسكانها التمتع بالجنسية الرومانية واستعمال القانون الروماني خــــــلال القـرن الثــاني الميــلادي وذلـك في فتـــــــرة ملـــــــك الإمبراطـــور «مـــــارك اورال»، وبأن هذه المدينـة كانــت تابعــة إداريــا إلى مدينـة حضرمــوت (سوسة)، ومــا هو مؤكّـــد وثابـت أن مدينة سجرمـاس كانت مركــزا لدائـرة ممتلكــــات وعاصمــــة لإدارة جهويـة وقد تعــــــــود نشأتهـــــــا إلى فترة ما قبل الاحتلال الروماني.

## النشاط الديني المسيحي
أمّــا على مستوى النشاط الديني، فـتحتفـــظ مدينــــة سجرمــــاس ببقايـــا أثريــــــة تعـــــود إلى بداية انتشار الدين المسيحـــي بالبلاد التونسية، وتتوفّــر على ثلاثة كنائس:
• الكنيســة الأولــــى: تقع في قلب المدينـــة لازال مدخلها الرئيسي قائما إلى حد التاريخ ويفتح بابها الرئيسي الذي يعلوه قوس على الساحــة العموميـــة وأطلال جدرانها الخارجية لا تزال قائمة وواضحة. 
• الكنيسة الثانية: تقع بنفس المنطقة تقريبا وبموقع أثري أخر يبعدها بمئات الأمتــار، وذلك بأرض خاصة (ضيعة بوستة) وتظهر أطلالها على شكل شبه مستدير وأرضيتها مغطاة بعديد اللوحات الفسيفسائية وبها حوض تعميد كبير نسبيا متصل بالكنيسة، وعلى شكل صليب به عدة درَجات، يُنزل بها إلى الماء كما أن بناؤُه بسيط ولا يحتوي على زخرف أو نقوش. ومن خلال عرض الحوض وعمقه يبدو وأنّــه صُمِّم على الأرجح لتعميد الراشدين أي في بداية اعتناق الديانة المسيحية من قبل سكان هذه المنطقة في تلك الفترة. فقد كان الحوض كبيرا وعميقا كفاية ليتسع لشخصين على الأقل كان يستعمل في عملية التعميد التي هي عبارة عن طُقس مسيحي يرمز إلى دخول الإنسان إلى الحياة المسيحية وذلك من خلال اغتسال المعتمد بالماء داخل حوض التعميد للدلالة على تخلّصه من الخطيئة الأصلية (خطيئة آدم وحوّاء حسب المعتقدات المسيحية) فيصبح بذلك تابعا ليسوع المسيح وللكنيسة المسيحية. 
- الكنيسة الثالثة وتقع في المدينة ويأخذ شكل معمارها الصليب وهي صغيرة الحجمز

## اسقف مدينة سجرماس
ومن خلال بعض المصادر تَبيَّن أنَّ أسقف مدينة سجرماس Segermes كان ممثلا للمدينة وحاضرا خلال المجمع الذي انعقد بقرطاج Carthageسنة 256 م والذي دعا إليه القديس تاسكيوس كايسيليوس سيبريانوس المعروف بالقديس سيبريان قبريانوس القرطاجي) (249-258) أُسقف مدينة قرطاج وهذا التمثيل يعتبر أقدم شهادة للتواجد المسيحي بالمنطقة وهو ما يؤكّد اعتناق سكّان هذه المدينة آنذاك للديانة المسيحية ونشأة الكنيسة بها وذلك في بداية انتشار هذه الديانة بشمال إفريقيا أي في بداية القرن الثالث ميلادي.
ونذكــر بعض أساقفة الأبرشية بمدينة سجرماس الذين تم التعرّف على أسمائهم وهم:
1. (Nicomède (mentionné en 255
2. (Felix (mentionné en 411
3. (Restitutus (un Donatist mentionné en 411
4. (Restutus (mentionné en 484
5. (Felix (mentionné en 641

ومن جهة أخرى تؤكّد بعض النصوص أنّ مدينة سجرماس ظلت ناشطة حتى الفترات المتأخرة من العهود القديمة، وهذا ثابت على الأقل على المستوى الديني إذ نعني أسماء قساوسة كالقس انوليكيسنAnilixin في القرن التاسع ميلادي. 
وفي سنة 2007 أصبحت منطقة سجرماس Segermes أسقفية بتضمين كنيستها إلى قائمة الكنائس الكاثوليك وذلك من قبل الأسقف الفخري Josef Clemens رغم أن هذه المنطقة لم يعد لها نشاط ديني مسيحي.

## كاتب المقال
محمد العربي رقاز: باحث في تاريخ الزريبة